# ジェイソン・ルクミ
- ヘイソン・ルクミ

ジェイソン・ステベン・ルクミ・ミナ（Jeison Steven Lucumí Mina, 1995年4月8日 - ）は、コロンビア・バジェ・デル・カウカ県サンティアゴ・デ・カリ出身のサッカー選手。ポジションはMF。

## クラブ経歴
2012年にサンティアゴ・デ・カリに本拠地を置くアトレティコFCのトップチームに昇格。同年8月2日の カテゴリア・プリメーラB (2部リーグ)のアトレティコ・ブカラマンガ戦でプロデビュー。2013年シーズンは2部リーグながら先発に定着し、29試合5ゴールを記録。2014年1月にアメリカ・デ・カリに移籍。加入1年目の同年シーズンは、こちらも2部リーグながら32試合7ゴールを記録。更にユース世代のコロンビア代表での活躍もあり、2015年夏にはトッテナム・ホットスパーFCが、ルクミの獲得に興味を示したものの、噂の段階で終了。2017年7月28日にアトレティコ・ナシオナルに移籍。2018年シーズンはカテゴリア・プリメーラAでシーズン自己最高の10ゴールを決めた。
2019年6月、リーガMXのUANLティグレスと契約し、翌月ケレタロFCへのローン移籍が決定。2019-20シーズンは20試合4ゴールを記録。
2020年9月15日、エルチェCFと契約した。しかし、リーグ戦2試合の出場にとどまり、2021年2月1日に退団した。
2022年1月、デポルテス・トリマ に加入した。

## 代表歴
2015年にウルグアイで開催された南米ユース選手権に、U-20のコロンビア代表として出場し、3位入賞。2015 FIFA U-20ワールドカップにも出場し、決勝トーナメント進出に貢献した。